# Mouvement de libération nationale
Pour les articles homonymes, voir Mouvement de libération nationale (homonymie).
Le Mouvement de libération nationale est un organisme de la Résistance qui résulte du regroupement en 1944 des Mouvements unis de la Résistance (MUR), fusion de trois grands mouvements de la zone sud, et de plusieurs autres mouvements de la zone nord.
À ne pas confondre avec le Mouvement de libération nationale créé en 1940, au début de l'Occupation, par Henri Frenay et Berty Albrecht, qui prit en 1941 le nom de Combat.

## Le MLN de 1944-1945
Créé en janvier 1944 par Philippe Viannay et Claude Bourdet, le MLN regroupe les Mouvements unis de la Résistance et des mouvements de la zone nord, notamment Défense de la France, Résistance et Lorraine.
La création du MLN intervient après celle du Conseil national de la Résistance (mai 1943), réalisée par Jean Moulin à la demande du général de Gaulle ; c'est la poursuite du processus d'unification des mouvements de Résistance.

### Les mouvements constitutifs
- MUR : créés en janvier 1943 par la réunion des trois grands mouvements de la zone sud - Combat (Henri Frenay, Berty Albrecht, François de Menthon), Franc-Tireur (Jean-Pierre Lévy) et Libération-Sud (Emmanuel d'Astier de La Vigerie).
- Défense de la France : formé autour du journal homonyme, fondé en 1941 par Philippe Viannay.
- Résistance : formé autour du journal homonyme, fondé par Marcel Renet en octobre 1942.
- Lorraine : formé autour du journal homonyme, fondé par Marcel Leroy[a] à Nancy en mai 1942 (extension : Lorraine, Franche-Comté).

### Le rôle du MLN dans la libération de la France
Créé en décembre 1943, à l’approche de la Libération et dans le cadre de l’unification des forces résistantes, le Mouvement de libération nationale ne doit pas être confondu avec le mouvement du même nom créé en juillet 1940 par Henri Frenay.  Écartés en mai 1943 du CNR, certains mouvements de moyenne importance de la zone nord, Défense de la France, Résistance, Lorraine et Voix du Nord s’unissent aux Mouvements unis de la Résistance, organisation créée dès janvier 1943 par les trois grands mouvements de la zone sud. Le nouvel ensemble ainsi constitué forme le Mouvement de libération nationale. Le MLN fusionne les organismes d’action des mouvements qui le composent, mais maintient l’existence autonome de leurs journaux. Son aspiration politique est double : créer un « grand parti » progressiste de la Résistance et contenir la poussée du Parti communiste et de son mouvement-relais, le Front national. 
En février 1944, le MLN, en commun avec l’Organisation civile et militaire, Ceux de la Résistance, Ceux de la Libération et Libération-Nord, propose une Union nationale de la Résistance (UNR). Le Front national refuse d’y adhérer et le projet est abandonné. Après la libération, ce sera au tour du MLN de refuser lors de son congrès de janvier 1945 la fusion avec le FN, considéré désormais comme un instrument au service du PCF.  Ainsi disparaîtra l’idée d’un « grand parti » de la Résistance.

## Après-guerre
Le 21 juin 1945, une minorité du MLN, proche du Parti communiste (Emmanuel d'Astier de La Vigerie, Pascal Copeau), fonde l'Union républicaine et résistance (URR) puis participe à la création de l'Union des républicains progressistes (URP), tandis que le 25 juin, la majorité forme avec d'autres organisations l'Union démocratique et socialiste de la Résistance (UDSR).
Gabriel Delaunay est président régional du MLN à Bordeaux. Il signe un article Examen de conscience paru en septembre 1944 dans la Nouvelle République, organe officiel régional du MLN.